# Мартин Полак
Мартин Полак (на немски: Martin Pollack) е австрийски писател и преводач, автор на есета, биографии, репортажи и публицистика.

## Биография
Мартин Полк е роден през 1944 г. в Бад Хал, Горна Австрия, като извънбрачно дете на виден есесовец. Става доведен син на австрийския художник и график Ханс Полак.
Наред с гимназиалното образование момчето завършва обучение за строителен дърводелец и мебелист. После следва славистика и източноевропейска история във Виенския университет, Варшавския университет и различни югославски университети. Още студент, Полак се изявява като преводач и журналист.
През 1987 г. работи като редактор в немското новинарско списание „Шпигел“. Между другото от 1987 до 1988 г. е чуждестранен кореспондент във Виена и Варшава. Същевременно публикува есета и преводи на полски творби.
След 1998 г.става писател и преводач на свободна практика.

## Творчество
Книгите на Полак имат документален характер и тяхната цел е да представят точно случващото се, без да натрапват на читателя лични становища.
Произведенията му описват най-вече събития от близкото минало, които са потънали в забрава, сред тях престъпленията през 20 век в Галиция.
През 2010 г. актуалният му роман „Кайзерът на Америка. Голямото бягство от Галиция“ („Kaiser von Amerika. Die große Flucht aus Galizien“) получава значими литературни награди.
Мартин Полак живее във Виена и в Боксдорф, провинция Бургенланд.

## Награди и отличия
- Diplom des Außenministers der Republik Polen für hervorragende Verdienste um die Förderung Polens in der Welt, 2000
- Kavalierskreuz des Verdienstordens der Republik Polen, 2003
- Österreichischer Staatspreis für literarische Übersetzung, 2003
- Buch.Preis der Arbeiterkammer Oberösterreich und des Brucknerhauses Linz, 2005
- Toblacher Prosapreis, 2006
- Preis zur Förderung der österreichisch-polnischen Beziehungen, 2006
- Karl-Dedecius-Preis der Robert Bosch Stiftung und des Deutschen Polen-Instituts für polnische und deutsche Übersetzer, 2007
- „Почетна награда на австрийските книгоиздатели за толерантност в мислите и действията“, 2007
- Mitteleuropäischer Literaturpreis Angelus der Stadt Wroclaw/Breslau, 2007
- Georg-Dehio-Buchpreis, 2010[3]
- Leipziger Buchpreis zur Europäischen Verständigung, 2011
- „Културна награда на провинция Горна Австрия“ (за литература), 2015[4]
- Aurora borealis-Preis 2017 der „Fédération internationale des traducteurs“, FIT, dem weltweiten Übersetzerverband, verliehen in Brisbane, für sein Gesamtwerk an Übersetzungen aus dem Polnischen
- DIALOG-Preis 2017 der Deutsch-Polnischen Gesellschaft Bundesverband
- „Награда Йохан Хайнрих Мерк“, 2018[5]
- „Австрийска държавна награда за културна публицистика“, 2018